# Sinfonía n.º 9 (Haydn)

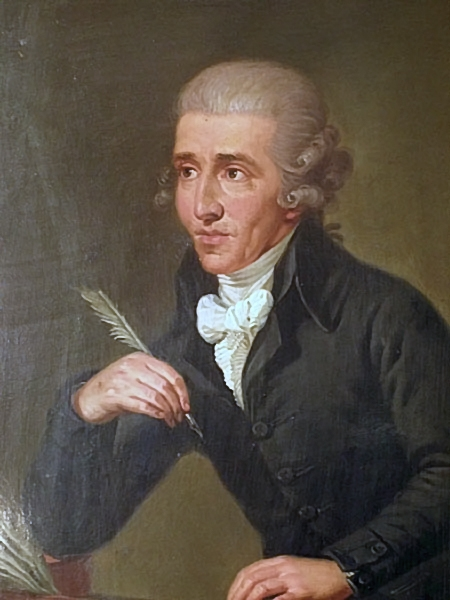
Haydn hacia 1770.

La Sinfonía n.º 9 en do mayor, Hob. I:9 fue compuesta por Joseph Haydn en 1762.

## Historia

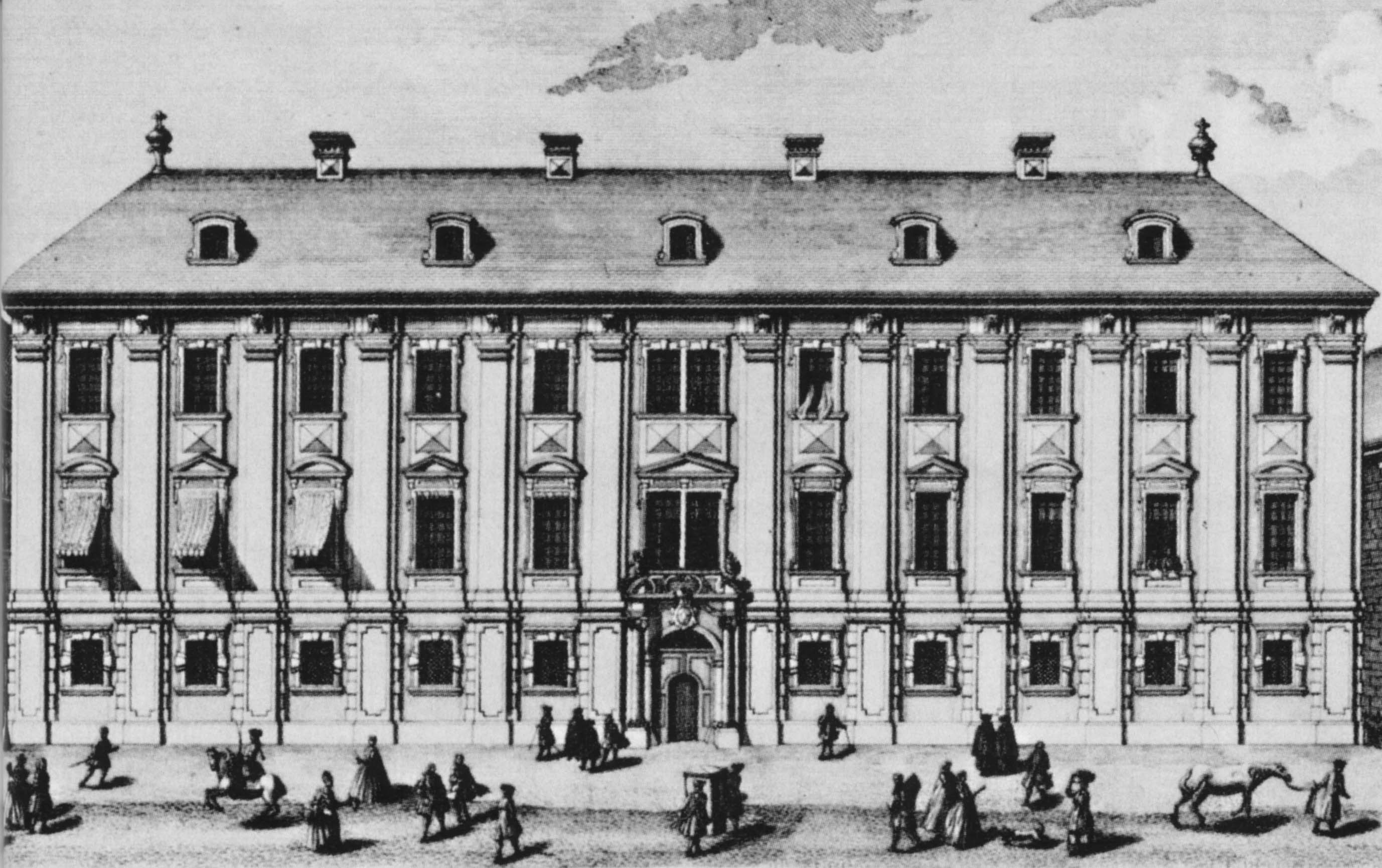
Palacio Esterházy en la Wallnerstraße de Viena, lugar del estreno de esta sinfonía.

La producción sinfónica del maestro austríaco puede dividirse a grandes rasgos en tres bloques temporales: el primer bloque (1757-1761) se corresponde con su periodo al servicio del conde Carl von Morzin (n.º 1 - n.º 5); el segundo bloque en la corte Esterházy (1761-1790 pero con la última sinfonía para el público de Esterházy en 1781); y el tercer bloque (1782-1795) comprende las Sinfonías de París (n.º 82 - n.º 87) y las Sinfonías de Londres (n.º 93 - n.º 104). El 1 de mayo de 1761 el compositor firmó su contrato como vice-kapellmeister (más tarde kapellmeister) de la familia Esterházy, que nominalmente duró 48 años, hasta su muerte.
La composición de esta pieza se desarrolló en 1762. Se conserva el manuscrito autógrafo fechado en ese año. Por aquel entonces el compositor tenía 30 años y estaba iniciando su periodo al servicio de la familia Esterházy. La fecha y numeración de esta sinfonía son bastante seguras, si bien su razón de ser original es un poco confusa.

## Instrumentación
La partitura está escrita para una orquesta formada por:
- Viento madera: 2 flautas, 2 oboes, 1 fagot.
- Viento metal: 2 trompas.
- Cuerda: una sección de cuerdas con 2 violines, viola, violonchelo y contrabajo.
- Teclado: clavecín como bajo continuo.

Las flautas se emplean en el lugar de los oboes en el movimiento lento y en general doblan a los primeros violines una octava aguda. El fagot solo aparece en el trío. En cuanto a la participación del clavecín como bajo continuo en las sinfonías de Haydn existen diversas opiniones entre los estudiosos: James Webster se sitúa en contra; Hartmut Haenchen a favor; Jamie James en su artículo para The New York Times presenta diferentes posiciones por parte de Roy Goodman, Christopher Hogwood, H. C. Robbins Landon y James Webster. A partir de 2019 la mayor parte de las orquestas con instrumentos modernos no utiliza el clavecín como continuo. No obstante, existen grabaciones con clavecín en el bajo continuo realizadas por: Trevor Pinnock (Sturm und Drang Symphonies, Archiv, 1989-1990); Nikolaus Harnoncourt (n.º 6–8, Das Alte Werk, 1990); Sigiswald Kuijken (incluidas las Sinfonías de París y Londres; Virgin, 1988-1995); Roy Goodman (Ej. n.º 1-25, 70-78, 82-87; Hyperion, 2002).

## Estructura y análisis
La sinfonía consta de tres movimientos:
- I. Allegro molto, en do mayor 2
4
- II. Andante, en sol mayor 2
4
- III. Menuetto. Allegretto – Trio, en do mayor 3
4

La interpretación de esta obra dura aproximadamente entre 10 y 15 minutos. Si bien Haydn ya había compuesto sinfonías en cuatro movimientos,  la estructura en tres movimientos seguía siendo un formato habitual en el género sinfónico. el formato de tres movimientos todavía no era infrecuente. No obstante, el material y el número de movimientos sugieren una obertura de ópera contemporánea, que muy posiblemente fuera la función original de esta sinfonía. El maestro austríaco también fue prolífico en su producción operística aunque no es tan conocida. De hecho, los términos "obertura" y "sinfonía" o "sinfonia" podrían confundirse entre sí en aquella época. Las innovaciones de Haydn en el campo sinfónico pronto pondrían una gran distancia entre ambos géneros. No era común finalizar una sinfonía de tres movimientos con un minueto y en esos casos escepcionales el minueto no iba seguido de un trío.

### I.Allegro molto
El primer movimiento, Allegro molto, está escrito en la tonalidad de do mayor, en compás de 2/4 y sigue la forma sonata. Comienza con una animada festividad y un matiz de ceremonia sugerido por las fanfarrias de "obertura francesa" que acompañan los enérgicos temas.

### II.Andante
El segundo movimiento, Andante, está en sol mayor y en compás de 2/4. Es sereno y sin problemas, está coloreado por un par de flautas. Estos instrumentos estaban ausentes en las sinfonías del periodo anterior de Haydn debido a la falta de los mismos en la orquesta de su anterior mecenas, el conde Morzin.

### III.Menuetto. Allegretto – Trio
El tercer y último movimiento, Menuetto. Allegretto – Trio, retoma la tonalidad inicial, el compás es 3/4 y adopta una forma ternaria de minueto con trío. En el Finale se puede percibir una temprana inclinación del compositor hacia las danzas campesinas que posteriormente serán familiares en su producción. El verdadero deleite es el trío en el que los instrumentos de viento proporcionan un delicado colchón tonal para un encantador solo de oboe, con una repetición que proporciona un cierre agradable, aunque menos dramático.